# Переполох (фильм, 1998)
«Переполох» (англ. Hurlyburly) — драматический фильм режиссёра Дрэйзен Энтони (en:Anthony Drazan), снятый в 1998 году по мотивам пьесы.

## Сюжет
Фильм рассказывает о буднях четырёх друзей, голливудских воротил. Микки (Кевин Спейси) увел девушку Эдди (Шон Пенн), а у Фила (Чазз Пальминтери) проблемы в личной жизни. Арти (Гарри Шендлинг) приводит бездомную девушку, как подарок своим друзьям. Надо многое обсудить и принять правильные решения, при этом употребляя алкоголь и запрещенные вещества.

## В ролях
| Актёр            | Роль   |
| ---------------- | ------ |
| Шон Пенн         | Эдди   |
| Кевин Спейси     | Микки  |
| Робин Райт       | Дарлин |
| Чазз Пальминтери | Фил    |
| Гарри Шендлинг   | Арти   |
| Анна Пэкуин      | Донна  |
| Мег Райан        | Бонни  |

## Премьера
Фильм стартовал 11 сентября 1998 года на международном кинофестивале в Венеции.

## Награды
На Венецианском международном кинофестивале Шон Пенн получил Кубок Вольпи за лучшую мужскую роль .